# Samba Fall
Samba Fall (* 7. September 1964) ist ein ehemaliger mauretanischer Leichtathlet, der sich auf den Sprint spezialisiert hatte.

## Karriere
Samba Fall nahm bei den Olympischen Spielen 1992 in Barcelona im 400-Meter-Lauf teil. Dort schied er als Siebter seines Vorlaufes aus.